# عصبة مكافحة الصهيونية في العراق
الرابطة المناهضة للصهيونية في العراق ((بالعربية: عصبة مكافحة الصهيونية في العراق) منظمة في العراق، نشطت عام 1946. تأسست المنظمة من قبل مجموعة من أعضاء الحزب الشيوعي العراقي اليهود في عام 1945.
تم التوقيع على عريضة تأسيس الرابطة المناهضة للصهيونية من قبل ثمانية أفراد من بغداد في 12 سبتمبر 1945. وافقت الحكومة على الالتماس في 16 مارس 1946.  في حين كان الحزب الشيوعي غير قانوني في ذلك الوقت ورفض تسجيل حزب التحرير الوطني (الذي يعتبر واجهة للحزب الشيوعي)، سمحت الحكومة العراقية للرابطة المناهضة للصهيونية بالعمل كمنظمة قانونية. ويقال إن السبب هو أن الحكومة كانت تأمل في استخدام المنظمة لتمثيل يهود العراق أمام لجنة التحقيق الأنجلو أمريكية بشأن فلسطين. 
سعت الرابطة المناهضة للصهيونية إلى الانتشار بين السكان العراقيين لتجنب الخلط بين اليهود والصهيونية، كإجراء لمواجهة «الكراهية الطائفية».  كانت الصهيونية، بحسب المنظمة، ظاهرة استعمارية. دعت الرابطة المناهضة للصهيونية إلى دولة فلسطين المستقلة بالكامل، وحكومة عربية ديمقراطية، ووضع حد لعمليات نقل ملكية الأراضي للصهاينة، وحظر الهجرة الصهيونية. وفقا لرابطة مناهضة الصهيونية، كانت الإمبريالية البريطانية والأمريكية مسؤولة عن تصاعد العنف الطائفي والقومية.

## القيادة
ومن بين مؤسسي التنظيم يهودا صديق (عضو اللجنة المركزية للحزب الشيوعي) ومسرو قطان ويوسف زلوف. ترأس المنظمة يوسف زيلخا.  زكي باسم (غير يهودي) عمل كحلقة وصل بين المنظمة واللجنة المركزية للحزب الشيوعي. 

## العضوية
سيطر الشيوعيون اليهود الشباب على المنظمة.   طلب الحزب من الأعضاء اليهود في الحزب الشيوعي الانضمام إلى المنظمة (أولئك الذين لم يتم اتهامهم بالميول الصهيونية).  ومع ذلك، لم تكن عضوية الرابطة المناهضة للصهيونية يهودية وشيوعية فقط. كان هناك أيضًا بعض الأعضاء المسيحيين والمسلمين، وبعض أعضائها من الوطنيين التقدميين. 

## العُصبة
تم إصدار صحيفة يومية سميت «العصبة»، بلغ عدد نسخها 6000 نسخة.   

## أنشطة
نظمت الرابطة المناهضة للصهيونية، خلال تسعين يومًا من وجودها القانوني، اثنتين وعشرين لقاءً عامًا. في بغداد كان يمكن أن يشارك ما يصل إلى 5000 شخص في بعض هذه الاجتماعات. وعُقد اجتماعان علنيان في البصرة بحضور آلاف المشاركين.

## المنع
حُظرت العُصبة في حزيران / يونيو 1946 بعد وقت قصير من تأسيسها.  أعلنت الحكومة العراقية أن المنظمة غير قانونية في يوليو 1946.  واعتقل أعضاء المنظمة ووجهت إليهم تهم بارتكاب جرائم الصهيونية. 